# Otiothops whitticki
Otiothops whitticki is een spinnensoort uit de familie Palpimanidae. De soort komt voor in Guyana.